# Overseas Missionary Fellowship International

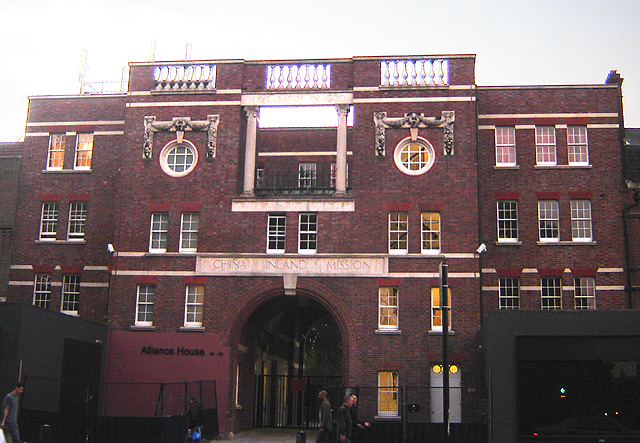
Londyński budynek CIM

Overseas Missionary Fellowship  International (do 1964 r. China Inland Mission – CIM; do pocz. lat 90. XX w. Overseas Missionary Fellowship) – międzywyznaniowe protestanckie towarzystwo misyjne, założone przez angielskiego misjonarza Hudsona Taylora 25 czerwca 1865 r. w celu krzewienia chrześcijaństwa wewnątrz Chin.
Hudson Taylor podjął decyzję założenia stowarzyszenia w Brighton, w Anglii, w czasie swojej pierwszej przerwy w pracy misjonarskiej w Chinach. Jego działalność opierała się na rewolucyjnych – jak na owe czasy – zasadach, m.in. misjonarze musieli nosić tradycyjne, chińskie stroje. Kobiety miały znacznie większy zakres obowiązków w kościele, niż w Europie czy USA.  
W 1872 r. powołano do życia radę stowarzyszenia i w 1875 r. rozpoczęto systematyczną ewangelizację. Taylor wysłał do Chin 18 misjonarzy do dziewięciu prowincji, w których dotąd nie prowadzono działalności misyjnej. W 1881 r. wysłał kolejnych 70 misjonarzy, a w 1886 r. – 100 misjonarzy. Ich rekrutację prowadził głównie Taylor, podróżując w tym celu po różnych krajach. Działalność licznych misjonarzy stowarzyszenia miała istotne znaczenie dla rozpowszechnienia chrześcijaństwa w Chinach.
Znani misjonarze CIM to m.in.:
- James Outram Fraser – zwany apostołem ludu Lisu w Birmie
- James Joseph Meadows
- Emily Blatchley – pionierka służby misyjnej samotnych kobiet
- George W. Hunter
- Frank Houghton